# Miki Florensa
Miquel «Miki» Florensa i Torres (Lleida, 28 de gener de 1993) és un músic català i membre del grup La Pegatina.
Va formar part com a guitarrista dels grups Overdrive, Els Llums de Colors i Möndo Loco. Amb Möndo Loco va coincidir en un concert a Montmeló amb la La Pegatina i el 2016 van per proposar-li d'incorporar-se al projecte de La Gran Pegatina com a guitarra elèctrica, en què el grup va passar de 7 a 13 membres de forma temporal. Actualment segueix formant part del grup.
L'any 2021 va publicar diverses cançons en solitari sota el nom de Florensa (com el seu cognom), tots aquests temes van formar part d'un EP publicat el mes de desembre del mateix any anomenat Antártica.

## Inicis
Quan tenia 7 anys va començar a estudiar música i a tocar el saxòfon. Va estudiar el grau elemental i el grau mitjà a L'intèrpret, escola i conservatori de música a Lleida. En un principi es va focalitzar en el jazz. Un temps després, amb 15 anys, va tenir una banda de rock amb uns amics anomenada Overdrive. Ell volia tocar-hi la bateria però com que ja hi havia algú que la tocava va decidir tocar la guitarra elèctrica.
També va formar part d'altres grups com Möndo Loco i Els Llums de Colors abans de formar part de La Pegatina. A més, en un concert a Montmeló amb Möndo Loco va ser on va coincidir per primer cop amb La Pegatina, amb els quals va estar parlant i més endavant van contactar amb ell pel projecte de La Gran Pegatina.

## La Pegatina
L'any 2016 el grup musical La Pegatina es va voler converitr, de forma temporal, en una big band. En aquell moment la banda estava formada per 7 membres i amb aquest projecte anomenat La Gran Pegatina l'agrupació va augmentar fins a 13 membres. En Miki va ser un d'aquests nou membres, però en el seu cas es va decidir que ell seguiria formant part del grup al finalitzar el projecte. A més van treure La Gran Pegatina live 2016, un CD + DVD gravat en directe al concert del festival Arenal Sound.
Actualment, Miki segueix tocant la guitarra elèctrica en el grup.

## Antártica
Al gener de 2021 va començar a gravar els temes del seu primer EP en solitari, anomenat Antártica. El primer tema que va estrenar va ser 0, amb una duració poc superior a un minut. Al mes de setembre del mateix any va treure el primer single de l'EP, quiero darte (un poco más). El següent single va ser contigo, estrenat el mes d'octubre. El mes de novembre va estrenar el tercer single, antártica. Seguidament, al mes de desembre, va estrenar el quart single, tratado de la luz. Finalment, el 17 de desembre de 2021 es va estrenar l'EP sencer en format digital. També existeix l'EP en format vinil de 10" de color blau clar.
El dia 19 de gener de 2022 va presentar l'EP a Barcelona, en format acústic.

## Discografia

### Amb Els Llums de Colors
- #1 (EP, autoeditat,, 2013)[18]

### Amb Möndo Loco
- On fire! (autoeditat, 2012)
- Giramöndo (autoeditat, 2014)
- Aire fresco (EP, autoeditat, 2016)[19]

### Amb La Pegatina
- La Gran Pegatina live 2016 (Warner Music, 2016)[20]
- Ahora o nunca (Warner Music, 2018)[1]
- Un secreto a voces (Àlbum recopilatori, Warner Music, 2019)[21]
- Darle la vuelta (Warner Music, 2020)[22]
- Hacia Otra Parte (Calaverita Records / Música Global, 2022)[23][24]
- La Meva Gent (Calaverita Records / Música Global, 2022)[25]

### En solitari
- Antártica (EP, Calaverita Records, 2021)[26]
- La teva ciutat (Lleida TV, 2021)[27]